# Rubus britannicus
Rubus britannicus är en rosväxtart som beskrevs av William Moyle Rogers. Rubus britannicus ingår i släktet rubusar, och familjen rosväxter. Inga underarter finns listade i Catalogue of Life.